# FightAIDS@Home
FightAIDS@Home ("Lluita contra la sida a casa") és un projecte de computació distribuïda per als computadors domèstics connectats a Internet, gestionat en el Laboratori Olson a l'Institut de Desenvolupament Scripps. El projecte ajuda a utilitzar tècniques de simulació biomèdiques per buscar les maneres de guarir o prevenir la proliferació del la sida i el virus VIH.
Va ser originalment implementat usant una infraestructura de programari de computació distribuïda subministrada per la companyia Entropia, Inc., però al maig de 2003 el projecte va deixar d'estar associat amb Entropia.
FightAIDS@Home s'ha unit al projecte World Community Grid el 15 de novembre de 2005. Mentre és allotjat per  World Community Grid , el poder computacional s'ha expandit. Així els laboratoris Olson estan demanant als seus membres que emigrin a  World Community Grid  d'ara en endavant.
Cada persona pot donar temps lliure del seu ordinador personal per accelerar els avenços del projecte i trobar nous capellans i vacunes contra VIH. Per ajuntar a projectes és necessari installar un programa descarregat de la pàgina www de World Community Grid. El programa està totalment segur i el seu impacte a sistema on està installat és mínim (el procés d'investigació s'executa amb prioritat mínima i està aturada per qualsevol acció d'usuari, retornant al seu control tota la potència de l'ordinador).